# Invasione di Sawiq
L'invasione di Sawiq  avvenne dopo la sconfitta dei Quraysh nella battaglia di Badr. Subito dopo la disfatta, Abu Sufyan ibn Harb, capo dei Quraysh, giurò di non lavarsi finché non avesse vendicato l'esito di quella battaglia. Abu Sufyan radunò 200 uomini a cavallo, prese la strada orientale attraverso il Nejd e arrivò segretamente di notte presso l'insediamento di Banu Nadir, una tribù ebraica. Tuttavia, il capo ebreo, Huwey, gli rifiutò l'ingresso nei quartieri ebraici (a quanto pare per paura). Abu Sufyan, insieme a un altro capo della tribù ebraica di Banu Nadir, Sallam ibn Mishkam, cospirò per attaccare Medina, ma senza successo. Abu Sufyan si rifugiò da Sallam bin Mishkan. Sallam accolse Abu Sufyan con ospitalità e gli fornì informazioni su Medina. Di notte, Abu Sufyan condusse i suoi uomini ai campi di grano di Urayd, un luogo a circa due o tre miglia a nord-est di Medina. Bruciò questi campi e uccise due musulmani. Abu Sufyan e i suoi uomini fuggirono. Quando Muhammad lo venne a sapere, radunò i suoi uomini per un inseguimento a caldo. Tuttavia, Abu Sufyan e i suoi uomini riuscirono a scappare. I musulmani riuscirono a recuperare parte del sawiq (un tipo di farina) gettato via dagli uomini Quraysh, che lo fecero per alleggerire il carico e fuggire più velocemente.